# La maldición de Capistrano
La maldición de Capistrano (en inglés: The Curse of Capistrano) es una novela estadounidense de Johnston McCulley escrita en 1919 que supuso la primera aparición del personaje de El Zorro. 

## Publicación
Se publicó serializada entre agosto y septiembre de 1919 en cuatro números de la revista All-Story Weekly. Tras el éxito de la película de 1920 La marca del Zorro, La maldición de Capistrano fue publicada en 1924 en formato de libro con el nombre de La marca del Zorro (The Mark of Zorro) por la editorial Grosset & Dunlap.

## Trama
El libro trata sobre un joven de la aristocracia novohispana de California, llamado don Diego Vega (luego el autor agregó el "de la Vega"), quien junto a su sirviente sordomudo Bernardo y a su amante Lolita Pulido, enfrenta al capitán Ramón y al sargento García (González en el original) disfrazado como un jinete enmascarado con una capa negra.  Diego Vega lucha a favor de los débiles y los oprimidos. La historia se desarrolla en las misiones, pueblos (como San Juan Capistrano) y ranchos de la Alta California durante la época mexicana (1821-1848).